# Bartolomeu Dias
Bartolomeu Dias — споруджений у 2013 році землесосний самовідвізний снаряд (trailing suction hopper dredger, TSHD). Однотипний із земснарядом Pedro Alvares Cabral.

## Характеристики
Земснаряд спорудила на замовлення відомої бельгійської компанії Jan De Nul хорватська верф Uljanik Brodogradiliste у Пулі. Судно назвали на честь португальського мореплавця, який першим з європейців обігнув південне завершення Африки.
Земснаряд призначений для робіт на глибинах до 52 метрів, а для відвезення ґрунту використовується трюм об'ємом 14 000 м3. Вибірка ґрунту відбувається за допомогою труби діаметром 1,3 метра, вивантаження — через трубу діаметром 1 метр.
Пересування до місця виконання робіт здійснюється зі швидкістю до 15,7 вузла.
Загальна потужність силової установки судна становить 15,96 МВт. Для видалення ґрунту використовується насос потужністю 4 МВт, а вивантаження відбувається за допомогою насосу  потужністю 8,5 МВт.
На борту забезпечується проживання 33 осіб.

## Завдання судна
Невдовзі після спорудження Bartolomeu Dias разом з іншим землесосним снарядом Alexander von Humboldt задіяли на роботах у Північному морі. Тут велось спорудження експортної кабельної лінії для бельгійської офшорної вітрової електростанції Нортвінд, а земснаряди були потрібні для прокладання та засипки траншеї.
Того ж 2013 року судно вирушило до північного узбережжя Росії у Карське море, де починалось спорудження порту Сабетта, призначеного для обслуговування заводу із зрідження газу Ямал ЗПГ. Враховуючи короткий період, сприятливий для ведення робіт у Арктиці (з липня по жовтень), а також великий об'єм робіт — 10 млн м3 — сюди відправили цілу експедицію з 18 суден, в тому числі 8 земснарядів (окрім Bartolomeu Dias також Niccolò Machiavelli, Leonardo da Vinci, Al-Idrisi, Francesco di Giorgio, Amerigo Vespucci, De Bougainville та Pinta). Експедиція завершила роботи та відпливла з Сабетти 8 жовтня, до встановлення льодового покрову.
У листопаді 2013-го земснаряд узявся до робіт в естуарії Жиронда зі спорудження нового судового ходу до порту Бордо. Всього тут потрібно було вилучити 6,5 млн м3 матеріалу, при цьому частину ґрунту використовували для намиву території нового терміналу у Ле-Вердон-сюр-Мер на південному березі естуарію. Виконання проєкту переривали через залучення земснаряду до інших робіт, тому його завершення припало на кінець наступного року.
Взимку 2014-го Bartolomeu Dias намив 1 млн м3 для підсилення дамби Digue des Allies, котра захищає північнофранцузьке місто Дюнкерк. Далі на початку весни він займався днопоглибленням у німецькому порту Гамбург, а з квітня перейшов до відновлення та укріплення пляжів, котрі постраждали від сильних зимових штормів у Північному морі. Так, до червня 2014-го земснаряд доправив на берег 0,95 млн м3 піску для відновлення бельгійського узбережжя у Middelkerke, тоді як аналогічні роботи в тій же країні на пляжах Остенде потребували 1,7 млн м3 матеріалу. Восени 2014-го судно працювало біля узбережжя Нідерландів, де виконало намив 0,9 млн м3 матеріалу на пляжі біля Cadzand.
Навесні 2015-го Bartolomeu Dias знов повернувся до узбережжя Нідерландів для намиву пляжів Bergen-aan-Zee та Egmond-aan-Zee. Того ж року він відвідав Балтійське море, де займався облаштуванням підхідного каналу до нового російського перевантажувального комплексу «Бронка». Цей термінал, розташований на південному узбережжі Невської губи, призначався для обробки контейнерних, накатних та генеральних вантажів. Для робіт над петербурзьким проєктом окрім Bartolomeu Dias задіяли інші землесоси Al-Idrisi, Tong Xu і Tong Yuan, а також ківшеві земснаряди Nordic Giant та Gian Lorenzo Bernini.
Влітку 2016-го Bartolomeu Dias знову займався експлуатаційним днопоглибленням у порту Гамбурга.

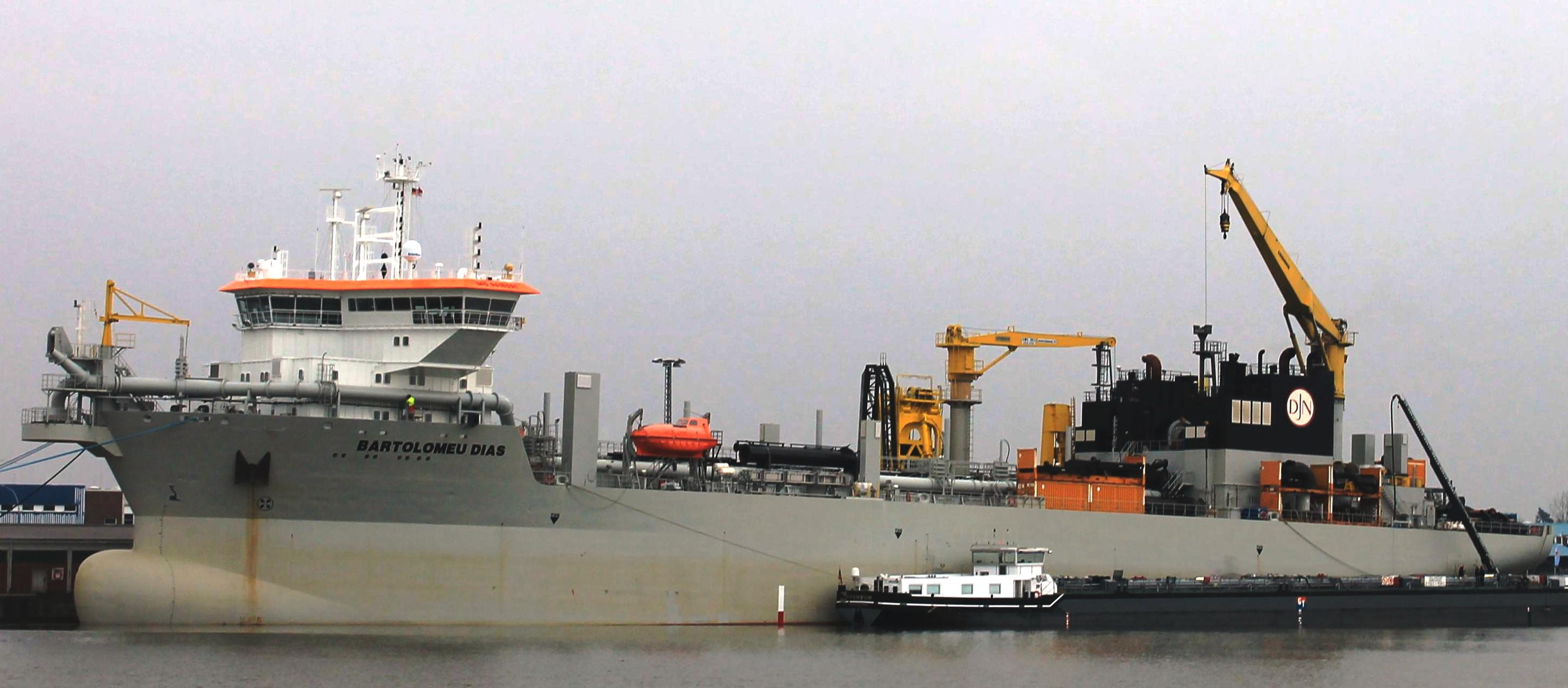
Земснаряд у Бремергафені, лютий 2017 року

У другій половині 2017-го судно здійснило ще один вояж до узбережжя півострова Ямал, де підходило до завершення спорудження портових потужностей заводу зі зрідження газу. На цей раз разом із ним працювали землесоси James Cook, De Bougainville та «Северная Двина».

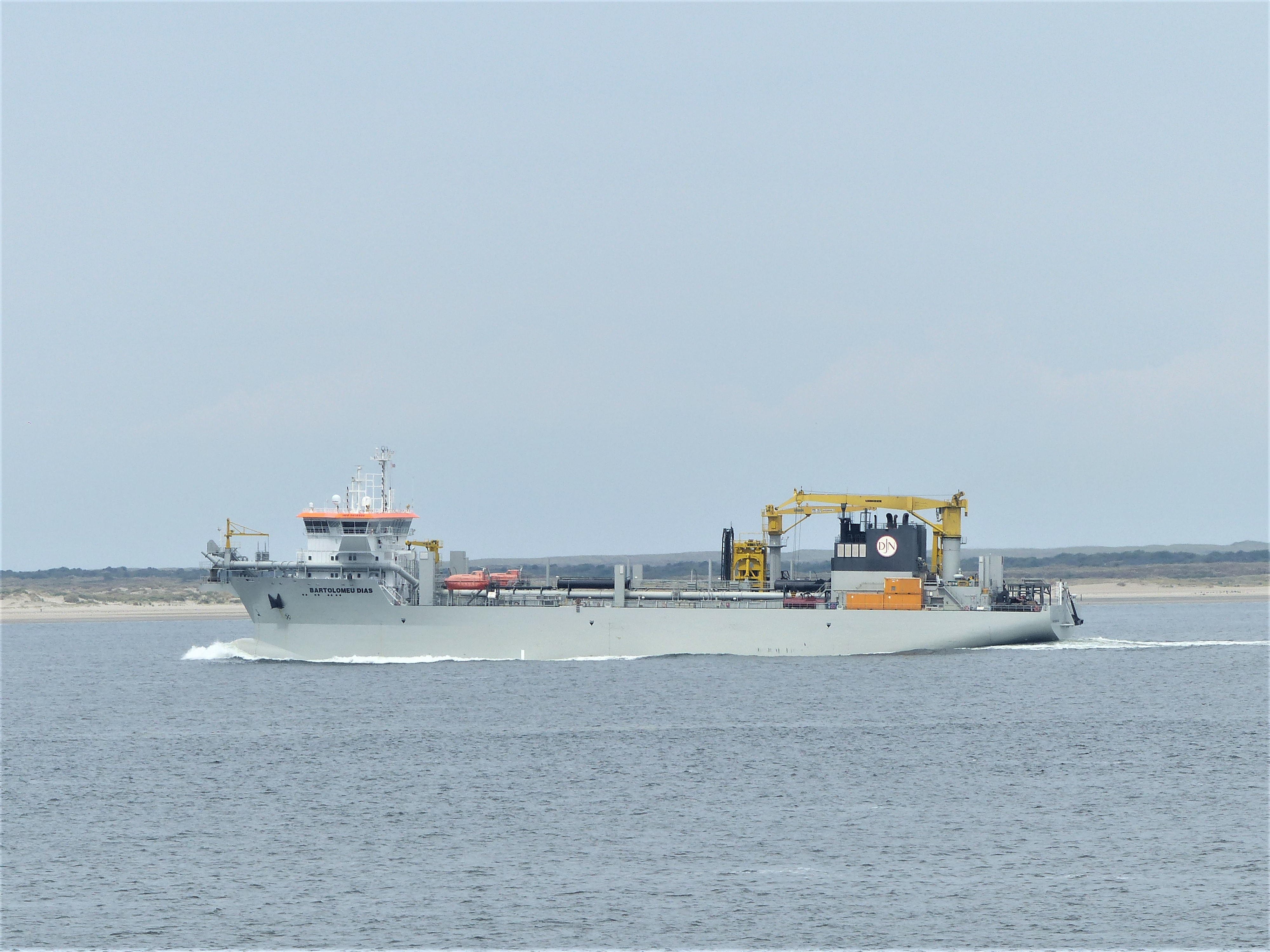
Bartolomeu Dias виконує завдання біля острова Тесел

Між липнем 2018-го та січнем 2019-го земснаряд працював над проєктом зі спорудження піщаної захисної дамби Prince Hendrik на нідерландському острові Тесел. На цьому найбільшому із Західно-Фризьких островів запланували спорудити штучну дюну довжиною 3 км, для чого потрібно було намити 5,5 млн м3 ґрунту. Під час виконання проєкту довелось дотримуватись особливих екологічних обмежень, оскільки Ваттове море (котре і відділяють від Північного моря зазначені острови) має статус Світової спадщини ЮНЕСКО.
На початку червня 2019-го судно прибуло до Гданської затоки Балтійського моря, де запланували роботи в межах модернізації підходів до північної гавані порту Гданськ. Після того, як Bartolomeu Dias провів підготовчі роботи, за тиждень до нього приєднався Leiv Eriksson, один з двох найбільших у світі землесосних снарядів.
У січні 2020-го Bartolomeu Dias пройшов через Панамський канал до Тихого океану та невдовзі опинився біля узбережжя Еквадору. Тут на початку року завершили роботи із поглиблення до 12,5 метрів підхідного каналу головного порту країни Ґуаякіля, після чого протягом 24 років Jan De Nul матиме контракт на експлуатаційне днопоглиблення каналу.